# Ferrari F355
Ferrari F355 (Type F129) — спортивний автомобіль італійської компанії Ferrari, який виготовлявся з травня 1994 по 1999 роки.

## Загальні характеристики

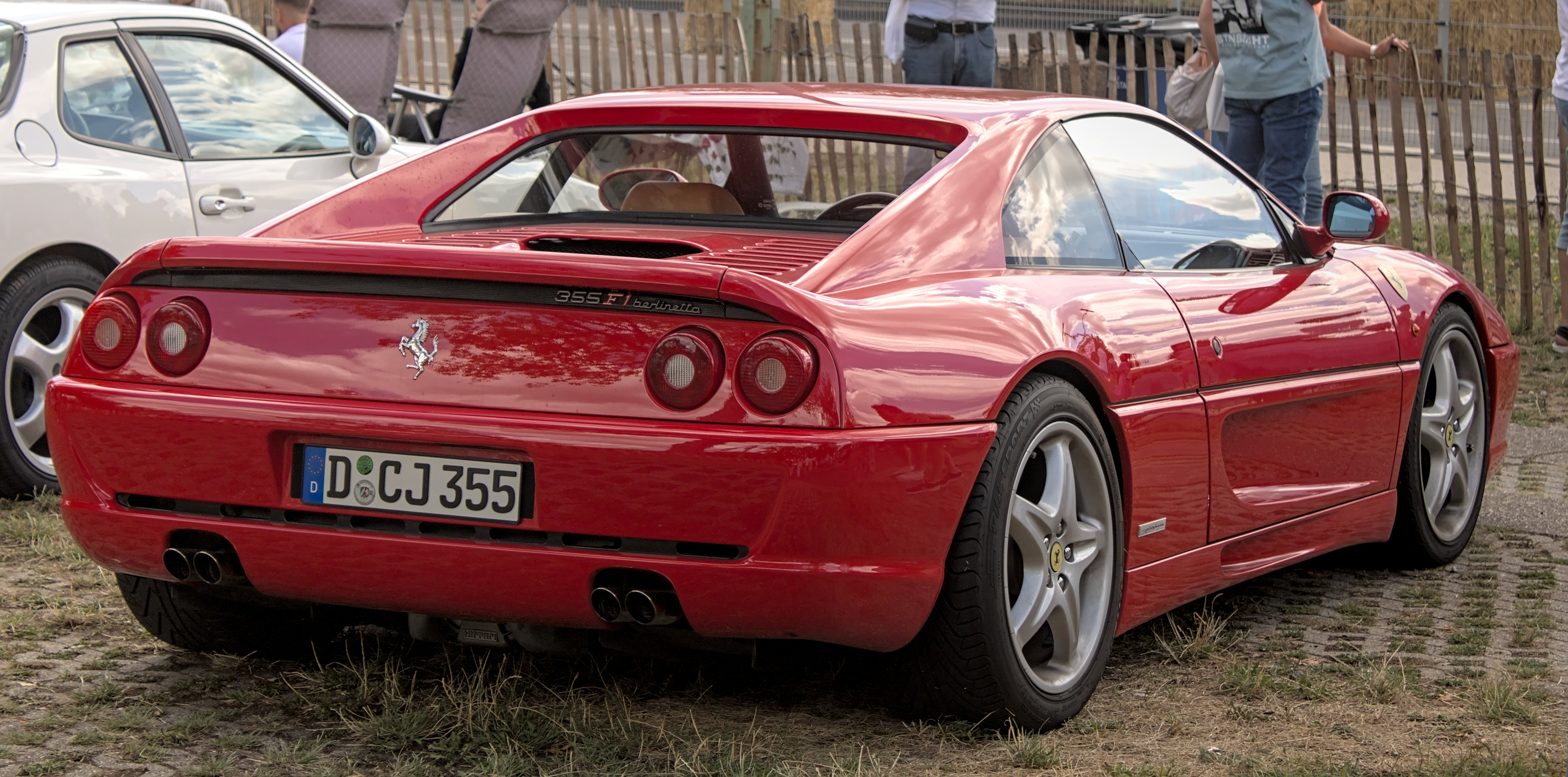
Ferrari F355 Berlinetta

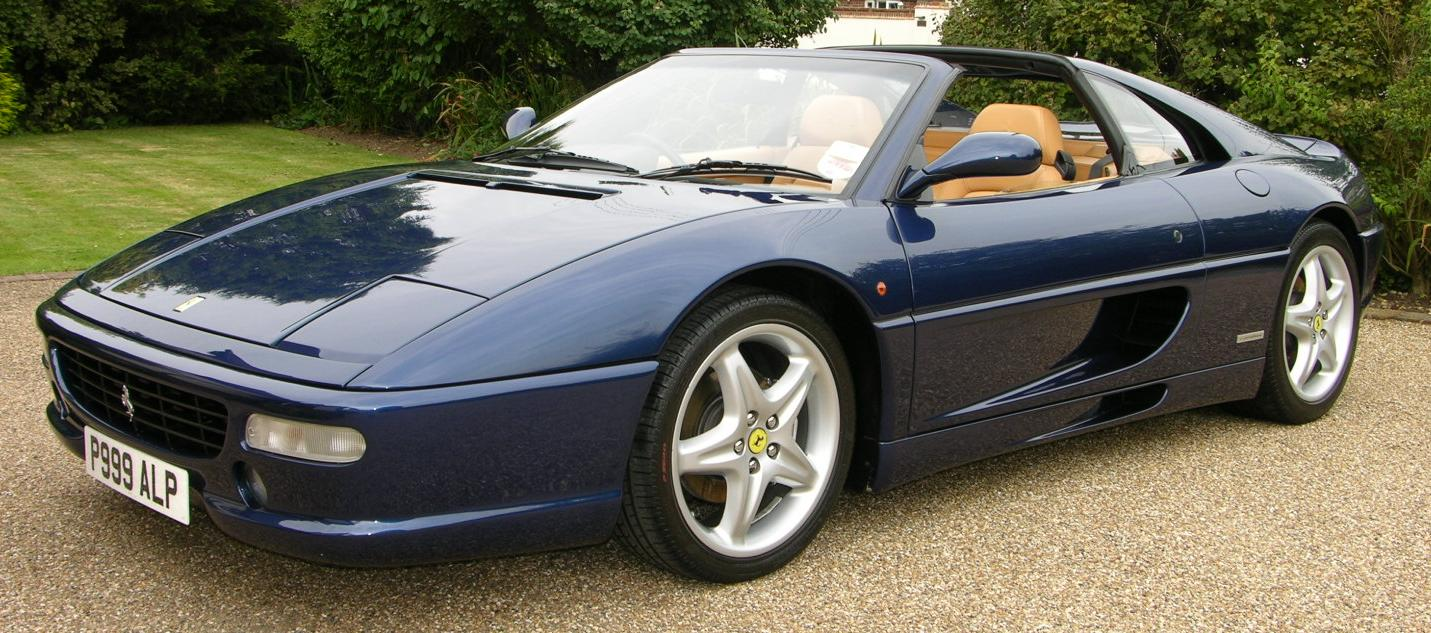
Ferrari 355 F1 GTS

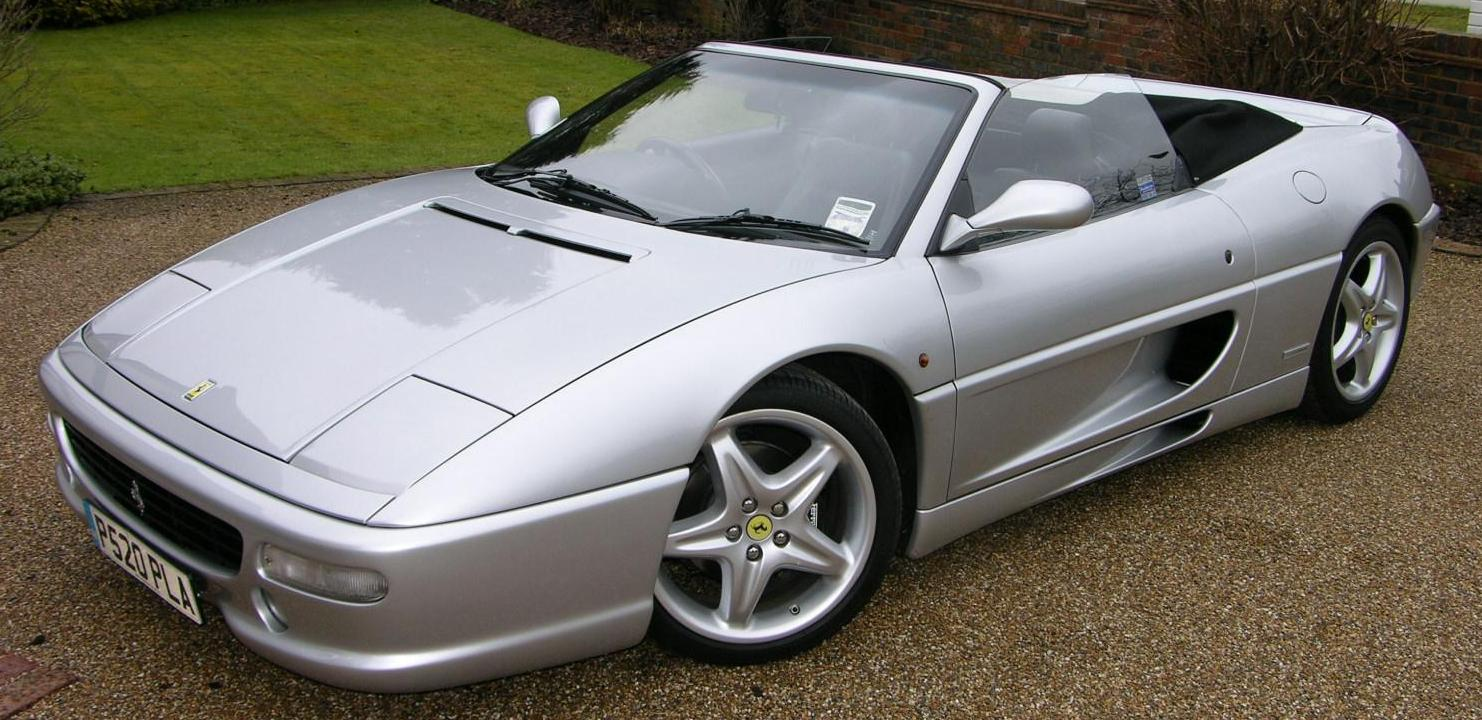
Ferrari F355 Spider

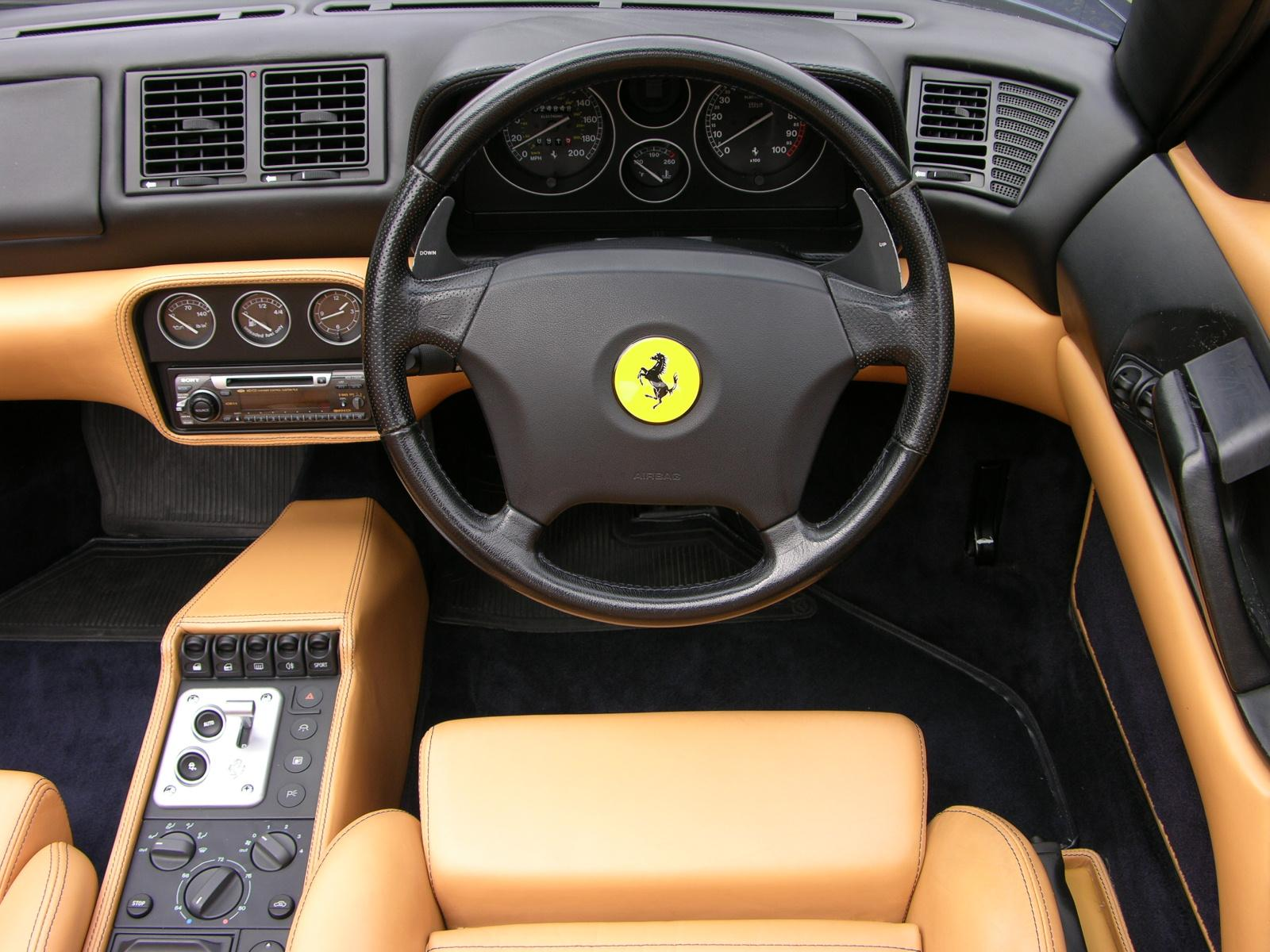

2-місне купе, центральне розташування двигуна, задній привід, двигун V8 з 5-клапанний головками циліндра, потужністю 380 к.с. (279 кВт, 375 к.с.).
Каркас сталевий монокок з трубчастою сталевий задній підрамник з передньої і задньої підвіски з використанням незалежних, нерівної довжини поперечні важелі, гвинтові пружини на газонаповнені телескопічні амортизатори з електронним сервоприводи управління і стабілізаторів поперечної стійкості. Ferrari оснащені всі дорожній F355 моделі Pirelli шини, розмір 225/40ZR 18 спереду і 265/40 ZR 18 на задній осі.
При запуску були доступні такі модифікації: купе Berlinetta та тарга GTS. Версія Spider (купе) випускалась з 1995 році. У 1997 році вийшла модифікація у стилі Формула Один, вона комплектувалась електрогідравлічною механічною коробкою перемикання передач - Ferrari 355 F1 (зверніть увагу на скидання F до 355), ціна збільшилась на £ 6000.

## Двигун
- 3.5 L 5V DOHC F129 B/C V8 380 к.с. при 8,250 об/хв 363 Нм при 6,000 об/хв

## Перегони
У 1995 році Ferrari представила гоночну всерсію - F355 Challenge для використання в моно чемпіонаті Ferrari Challenge, Ferrari F355 Challenge створюється, зі стандартної Ferrari F355 модель Berlinetta і комплект модифікацій за $ 30,000. Комплект вимагає 110 годин в установці.